# 자프카
자프카(폴란드어: Żabka→작은 개구리)는 폴란드의 편의점 체인이다. 폴란드 전역에 약 10,500개의 매장이 있다. 이 회사는 매일 300만 명 이상의 고객에게 서비스를 제공하고 2023년에는 약 46억 유로의 수익을 창출했다. 자프카는 폴란드어로 "작은 개구리"라는 뜻이다.
자프카 매장에는 고객이 패스트푸드, 스낵, 커피를 즐길 수 있는 자프카 카페 구역이 있다. 이 편의점은 자체 브랜드 또한 생산하고 있으며, 이러한 자체 브랜드 제품도 제공하고 있다. 또한 이 매장에서는 복권, 신용 및 직불카드 현금 입금 및 출금, 상품권 및 선불카드 구매, 공과금 지불, 택배 배달 및 픽업 등 다양한 서비스를 제공하고 있다.
회사는 무인 자프카 나노 매장 및 드라이브스루 자프카 드라이브 매장을 포함한 새로운 형식으로 확장했다. 2024년부터 자프카 그룹은 프루라는 이름의 브랜드로 루마니아 시장으로 확장했다.